# Leichtathletik-Weltmeisterschaften 2011/Teilnehmer (Costa Rica)
| Gelbes Symbol für Goldmedaillen mit stilisierten Olympischen Ringen | Graues Symbol für Silbermedaillen mit stilisierten Olympischen Ringen | Braundes Symbol für Bronzemedaillen mit stilisierten Olympischen Ringen |
| ------------------------------------------------------------------- | --------------------------------------------------------------------- | ----------------------------------------------------------------------- |
| —                                                                   | —                                                                     | —                                                                       |

Der Leichtathletik-Verband Costa Ricas stellte bei den Leichtathletik-Weltmeisterschaften 2011 im koreanischen Daegu zwei Teilnehmer.

## Ergebnisse

### Männer

#### Laufdisziplinen
| Athlet      | Disziplin | Vorlauf | Vorlauf | Halbfinale | Halbfinale | Finale        | Finale        |
| Athlet      | Disziplin | Zeit    | Platz   | Zeit       | Platz      | Zeit          | Platz         |
| ----------- | --------- | ------- | ------- | ---------- | ---------- | ------------- | ------------- |
| Nery Brenes | 400 m     | 45,47 s | 17      | 45,93 s    | 17         | ausgeschieden | ausgeschieden |

### Frauen

#### Laufdisziplinen
| Athletin       | Disziplin    | Vorlauf | Vorlauf | Halbfinale    | Halbfinale    | Finale        | Finale        |
| Athletin       | Disziplin    | Zeit    | Platz   | Zeit          | Platz         | Zeit          | Platz         |
| -------------- | ------------ | ------- | ------- | ------------- | ------------- | ------------- | ------------- |
| Sharolyn Scott | 400 m Hürden | 58,78 s | 33      | ausgeschieden | ausgeschieden | ausgeschieden | ausgeschieden |